# Monte Ravinet - Rocca Barbena
Monte Ravinet - Rocca Barbena è un sito di interesse comunitario della Regione Liguria, designato come Zona Speciale di Conservazione con Decreto Ministeriale 7 aprile 2017, nell'ambito della Direttiva 92/43/CEE (Direttiva Habitat). Comprende un'area di 2576 ettari nel territorio dei comuni di Balestrino, Boissano, Castelvecchio di Rocca Barbena, Loano e Toirano , in provincia di Savona.

## Territorio

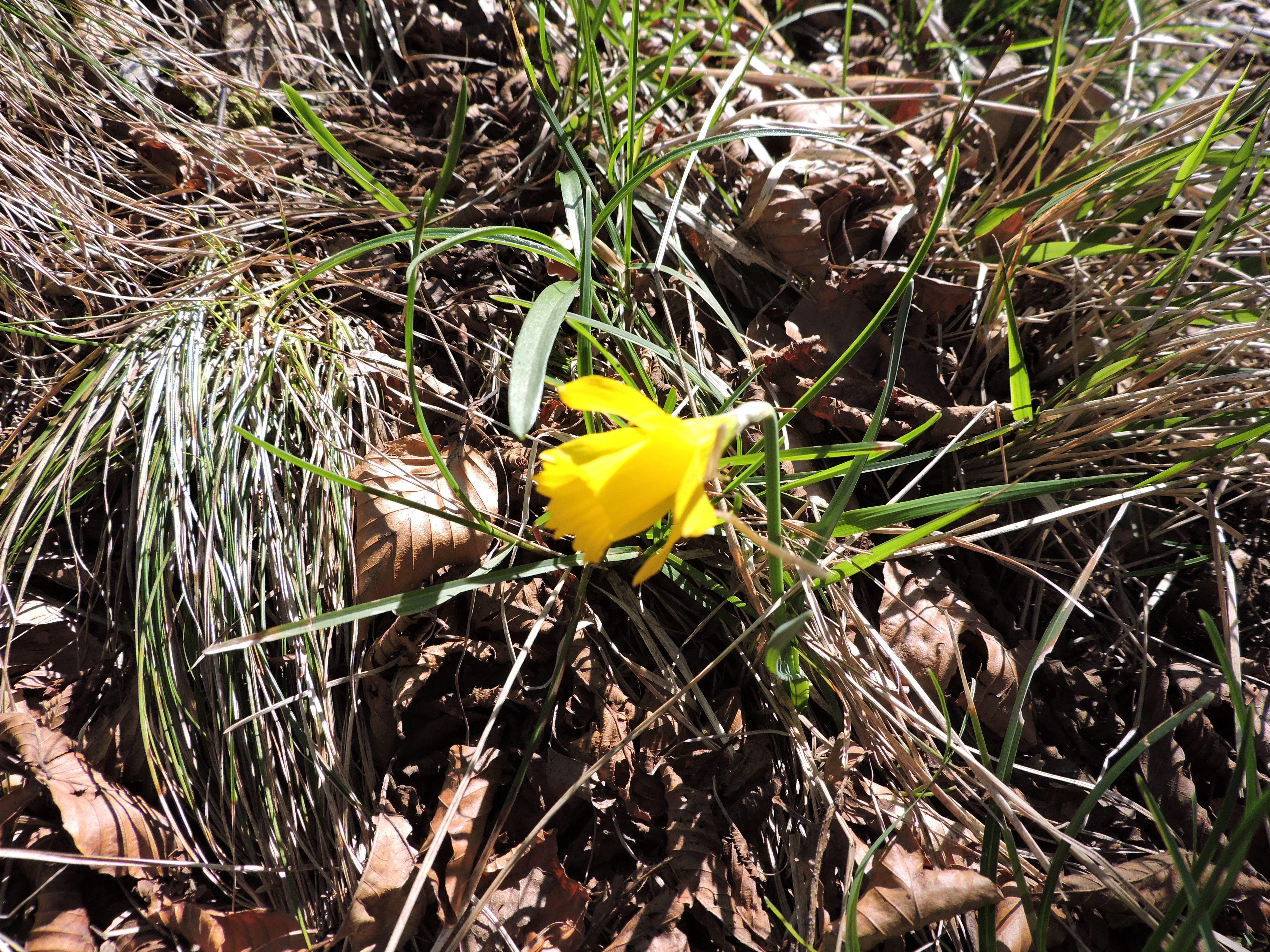
Un tromboncino giallo

Nel sito predominano a livello geologico rocce di tipo calcareo e dolomitico, nelle quali processi erosivi di tipo carsico hanno dato origine a importanti sistemi di cavità sotterranee. Tra queste molto note sono le Grotte di Toirano, anch'esse incluse nell'area del SIC/ZSC e attrezzate per le visite turistiche. In superficie alcuni rilievi della zona, in particolare la Rocca Barbena, si distinguono dalle forme più arrotondate dei monti circostanti per la presenza di pareti rocciose e pinnacoli a tratti molto suggestivi, come la Gola del Salto del Lupo.

## Flora e vegetazione

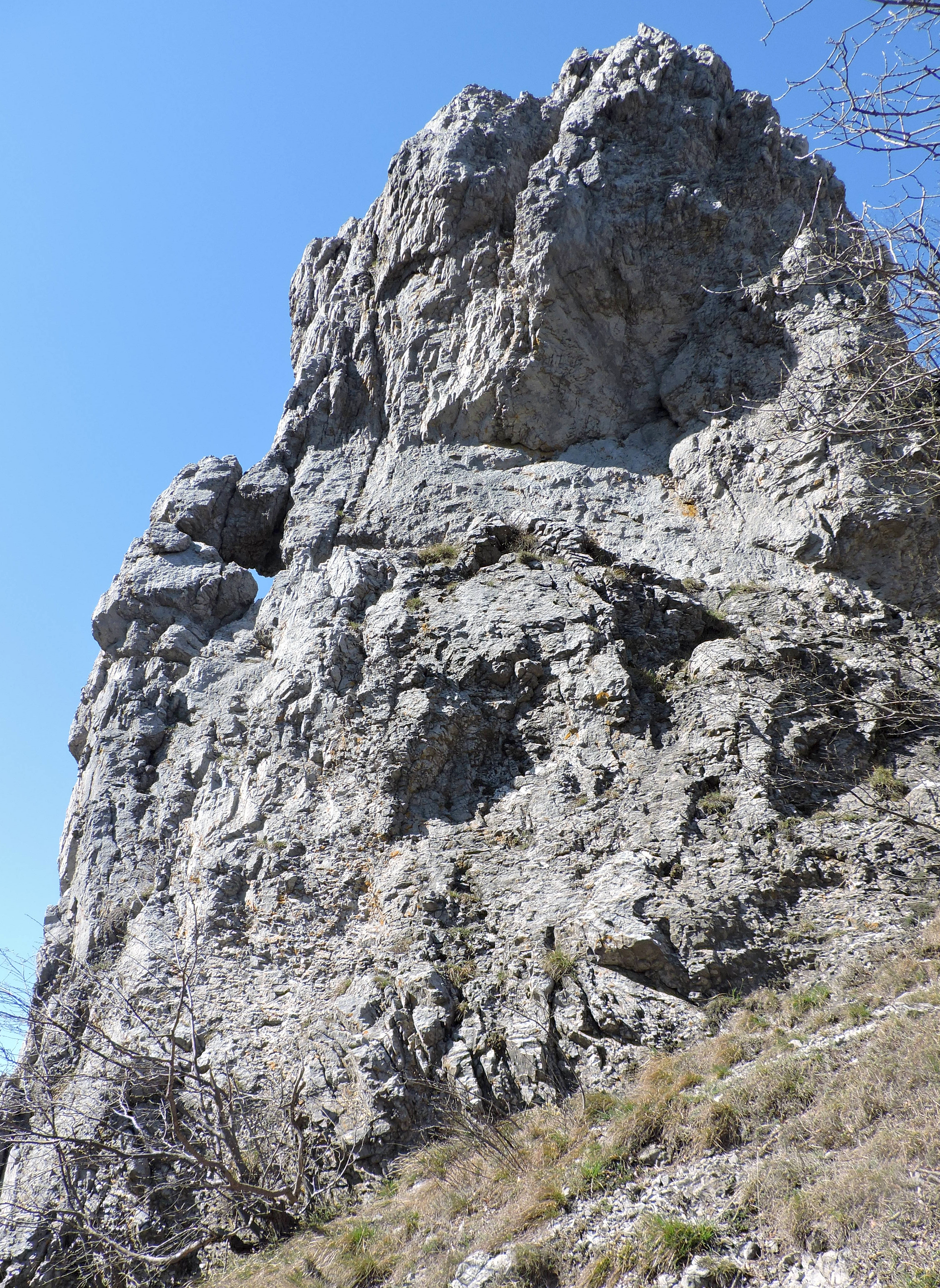
Un pinnacolo roccioso nella ZSC

Nell'area protetta si alternano boschi, zone aride e rocciose con scarsa o nulla vegetazione e aree coltivate. Da un punto di vista naturalistico sono rilevanti le vaste aree di prati aridi che ospitano numerose specie di orchidee. Tra le specie rare o endemiche si possono ricordare Helianthemum lunulatum, Lilium pomponium (il giglio a fiocco), Gentiana ligustica e Campanula sabatia.

## Fauna
Tra le specie di maggiore rilevanza naturalistica si possono citare Pelodytes punctatus (una raro anfibio dell'ordine Anura) e Austropotamobius pallipes, il gambero di fiume; interessanti sono anche le popolazioni di pipistrelli delle grotte comprese nel SIC.  L'avifauna comprende varie specie di rapaci tra le quali l'aquila reale e il falco pecchiaiolo, favoriti anche dalla morfologia aspra della zona che offre siti di nidificazione adatti alle loro esigenze.

## Escursionismo

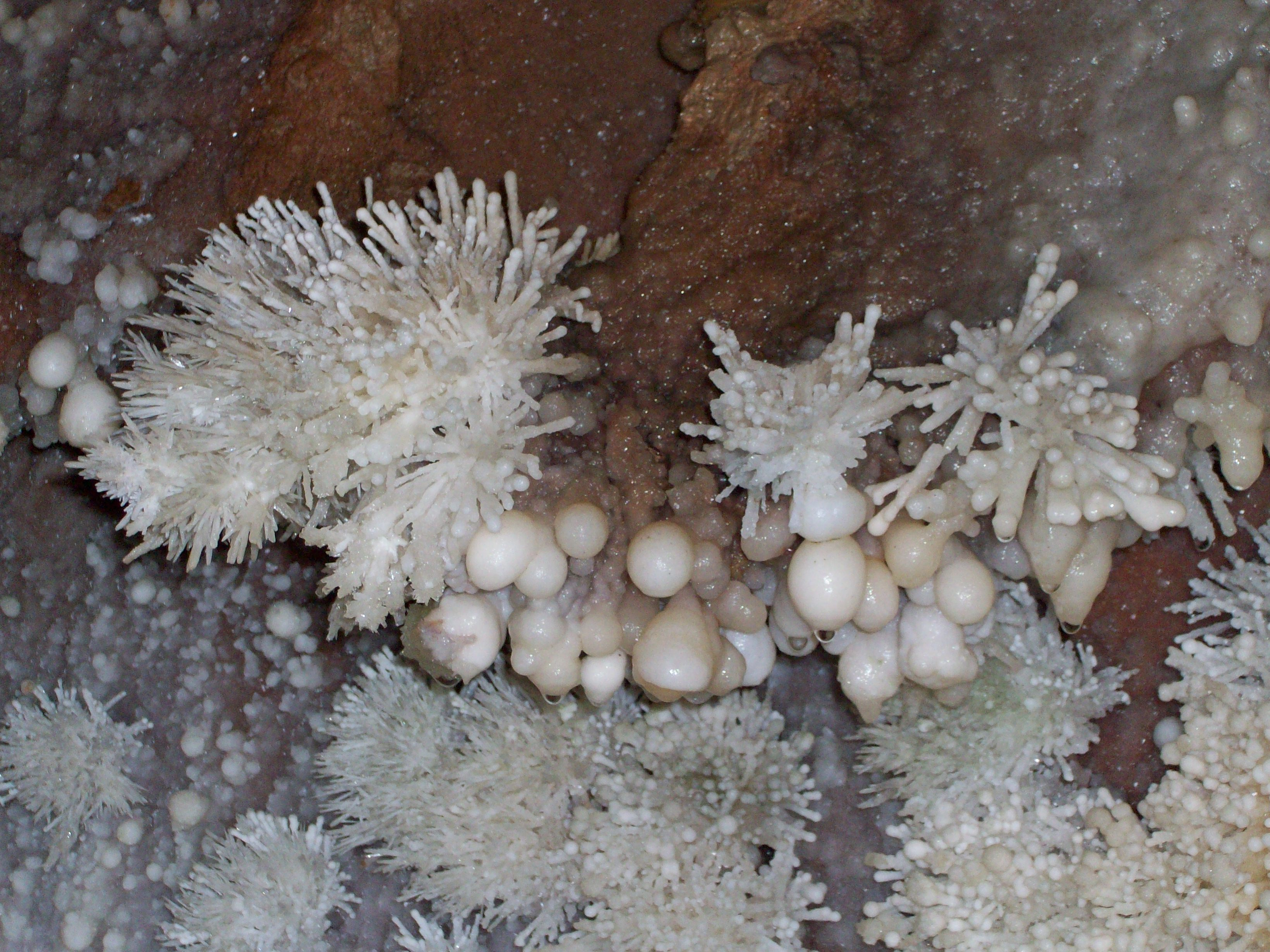
Concrezioni di aragonite all'interno delle Grotte di Toirano

Nel SIC/ZSC transita l'Alta Via dei Monti Liguri.